# Dalhousiella longisetis
Dalhousiella longisetis är en ringmaskart som först beskrevs av Grube 1857.  Dalhousiella longisetis ingår i släktet Dalhousiella och familjen Hesionidae. Inga underarter finns listade i Catalogue of Life.